# Fortierville
Pour les articles homonymes, voir Fortier.
Fortierville est une municipalité du Québec, situé dans la MRC de Bécancour, dans le Centre-du-Québec.

## Toponymie
Depuis le 3 juin 1998, seulement le nom Fortierville est utilisé. À cette date, la municipalité du village de Fortierville et la municipalité de la paroisse de Sainte-Philomène-de-Fortierville se regroupaient pour constituer la nouvelle municipalité de Fortierville,,.
Ce nom rend hommage à la famille Fortier, qui a défriché la terre et a travaillé durement pour en bâtir le village tel qu'il est de nos jours.
Le village a aussi un ange gardien : elle se nomme sainte Philomène. C'est une jeune fille qui aurait été martyre au début de l'ère chrétienne et qui, sans être officiellement canonisée, a vu son culte autorisé en 1837. Des fragments de ses os ont été donnés à Fortierville, qui a donné le nom de Sainte-Philomène de Fortierville.

## Histoire

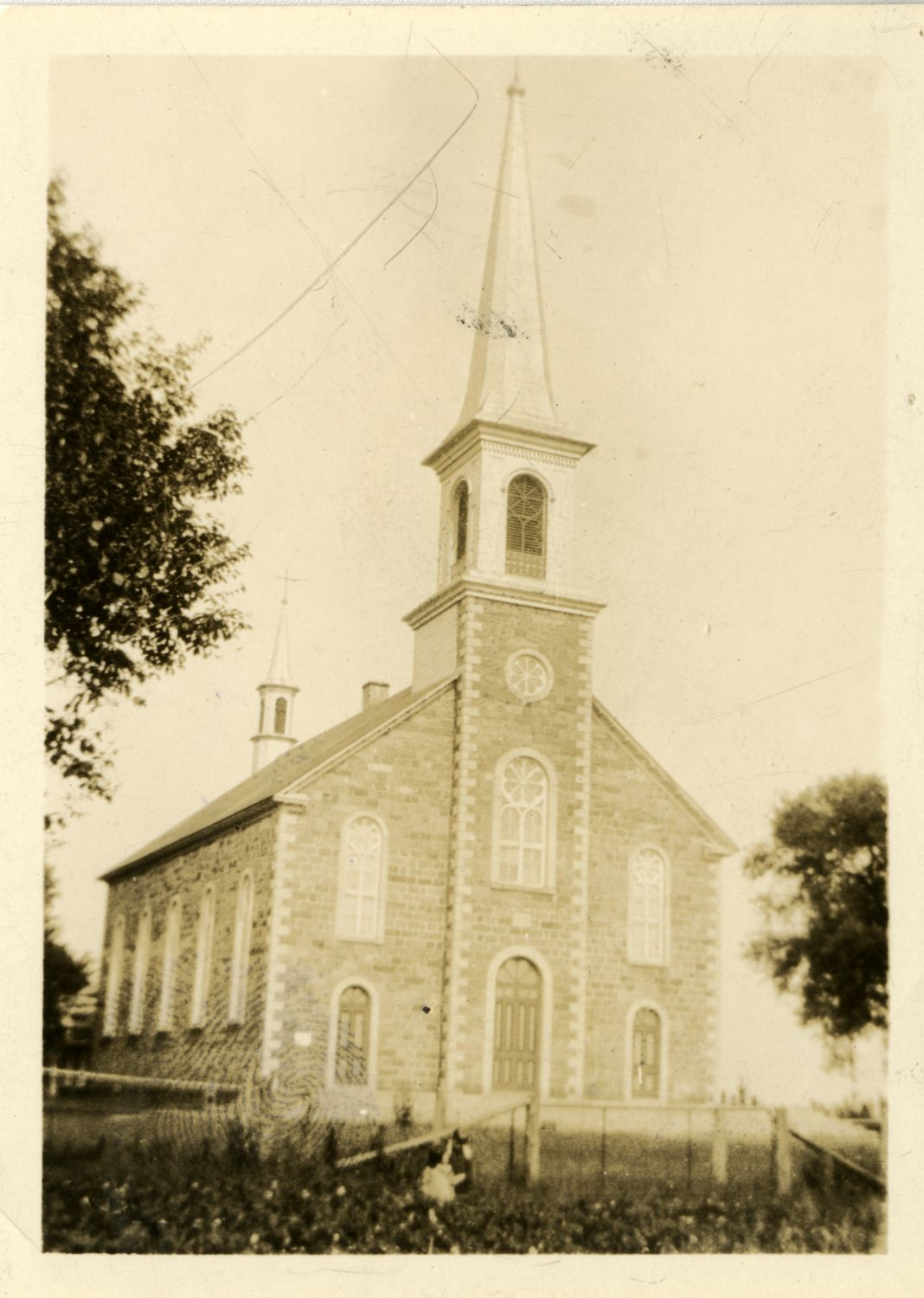
Église Ste-Philomène de Fortierville en 1903

Fortierville est aussi reconnu pour être le village natal de la petite Aurore Gagnon, surnommée « Aurore, l'enfant-martyre », qui a été sauvagement battue par sa belle-mère Marie-Anne Houde. Elle est décédée en 1920.
Sa vie a fait l'objet de deux films : un premier réalisé par Jean-Yves Bigras en 1952, intitulé La Petite Aurore, l'enfant martyre, et le plus récent sorti au cinéma en 2005, intitulé simplement Aurore du réalisateur Luc Dionne. La vie de la petite Aurore est tellement connue que des milliers de gens se rendent à Fortierville pour visiter le centre de découverte, qui raconte l'histoire de Fortierville mais aussi d'Aurore, ou se recueillir sur sa tombe. On peut encore voir de nos jours, la maison où habitait Aurore.

## Géographie
Fortierville est traversée par la route 226 et la route 265.
La Petite rivière du Chêne délimite le nord-ouest du territoire en coulant vers l'ouest.
La rivière aux Ormes traverse le centre du territoire du sud au nord puis en délimite le nord-est en coulant vers l'ouest jusqu'à sa confluence avec la Petite rivière du Chêne. 
La rivière Creuse en traverse le sud-ouest en coulant vers le nord-ouest jusqu'à sa confluence avec la Petite rivière du Chêne à la limite ouest de la municipalité. 

## Démographie
En 2021, la population de Fortierville s'élevait à 660 habitants. La population a connu une tendance à la baisse depuis 2001. Elle a diminué de 73 personnes ( 9.9 %)  entre 2001 et 2021. La densité brute de la population est de 14,8 habitants/km2 pour l'ensemble de la municipalité.
| 1996 | 2001 | 2006 | 2011 | 2016 | 2021 |
| ---- | ---- | ---- | ---- | ---- | ---- |
| 705  | 733  | 702  | 706  | 669  | 660  |

## Administration
Les élections municipales se font en bloc pour le maire et les six conseillers.
| Fortierville Maires depuis 2002                                                                                      |                  |         |          |
| Élection | Maire            | Qualité | Résultat |
| 2002 | Colette Fortier  |         | Voir     |
| 2005 | Colette Cloutier |         | Voir     |
| 2009 | Normand Gagnon   |         | Voir     |
| 2013 | Normand Gagnon   | Voir    |          |
| 2017 | Julie Pressé     |         | Voir     |
| 2021 | Julie Pressé     | Voir    |          |
| Élection partielle en italique Depuis 2005, les élections sont simultanées dans toutes les municipalités québécoises |                  |         |          |